# 約翰遜灣
54°1′S 38°5′W / 54.017°S 38.083°W
約翰遜灣是南極洲的海灣，位於南喬治亞島西端對開海域的伯德島西部，處於皮奧角和皮爾遜角之間，現時由南極條約體系管理。